# Södra Finnöskogen
Södra Finnöskogen är ett naturreservat i Söderköpings kommun i Östergötlands län.
Området är naturskyddat sedan 2019 och är 30,6 hektar stort. Reservatet ligger på nordöstra Södra Finnö på en sluttning mot Finnfjärden. Reservatet består av äldre barrskog och gles hällmarkstallskog.